# 霍爾尤爾
霍爾尤爾（斯洛維尼亞語： 發音：[xɔˈɾjuːl]），是斯洛維尼亞內卡尼奧拉地區霍尔尤尔市镇的小鎮及行政中心。它是從霍爾尤爾卡溪（Horjulka Creek）沼澤山谷北側的一個集群村莊發展而來的。它包括 Vovčne 和 Lipalca 等小村莊。

## 宗教遺產

### 教堂
霍爾尤爾鎮的教區教堂是獻給聖瑪格麗特，屬於天主教盧布爾雅那總教區。它首次在1526年的書面資料中被提及。教堂最初以哥德式風格建造，並於1678年進行翻修。教區的歷史可追溯至1787年，當時霍爾尤爾教區成立。根據波爾霍夫格拉代茨的 Anton Leben 的計裡，於1858年建造了兩個小教堂。教堂描繪聖瑪格麗特和各種聖徒的壁畫，於1877年由 Janez Šubic 繪製，他還於1876年創作了聖瑪格麗特的祭壇畫。教堂的主祭壇和側祭壇由盧布爾雅那的托曼工作坊製作。

### 神龕
霍爾尤爾的幾個路邊神龕被登記為文化遺產：
- 在鎮中心的主道路北側有一個封閉的兩層小教堂神龕。它有一個方形的臀部屋頂，最頂部有一個小鍾樓。它建於1923年，是獻給聖安東尼。[6]它由建築師 Janko Omahen（1898–1980年）設計。
- 一座供奉玫瑰聖母（英语：Our Lady of the Rosary）的開放式小教堂神龕矗立在鎮的北部，區政府辦公室的西邊。它建於1895年，內部有彩繪，壁龕中有一尊聖母瑪利亞雕像。[7]
- 一座供奉聖若瑟的開放式小教堂神龕矗立在鎮北部的樹林附近。它包含一尊聖人雕像，於1898年12月2日為紀念法蘭茲·約瑟夫一世皇帝統治50週年而奉獻。[8]

## 外部連結
- Horjul on Geopedia （页面存档备份，存于）